# Jerson Zarama
Jerson Zarama (Pradera, 27 de abril de 1996) es un futbolista colombiano. Actualmente milita en el Deportivo Cali de posición de lateral izquierdo.

## Clubes
| Club                                | País     | Año         |
| ----------------------------------- | -------- | ----------- |
| Deportivo Cali - Divisiones Menores | Colombia | 2009-2015   |
| Deportivo Cali                      | Colombia | 2015-2017   |
| 1.º Dezembro                        | Portugal | 2017 - 2018 |

## Palmarés

### Torneos nacionales
| Título | Equipo | País | Año |
| ------ | ------ | ---- | --- |

### Torneos locales
| Título | Club | Año |
| ------ | ---- | --- |